# Voievódtxina
Voievódtxina (en rus: Воеводчина) és un poble de l'óblast de Saràtov, a Rússia, segons el cens del 2010 tenia 43 habitants. Pertany al districte municipal d'Atkarsk.